# Millettia nepalensis
Millettia nepalensis är en ärtväxtart som beskrevs av Richard Neville Parker. Millettia nepalensis ingår i släktet Millettia och familjen ärtväxter. Inga underarter finns listade i Catalogue of Life.